# 管花马兜铃
管花马兜铃（学名：Aristolochia tubiflora）又名一点血、独一味、辟蛇雷、红白药、金丝丸，是马兜铃科马兜铃属的植物，是中国的特有植物。分布于中国大陆的四川、广东、贵州、浙江、福建、湖北、湖南、江西、广西、河南等地，生长于海拔100米至1,700米的地区，多生在林下阴湿处。

## 形态
根细长; 檐部舌片暗紫色或上部棕色下部暗紫色, 其基部不向下成长条纹。